# Чемпионат Португалии по футболу (третья лига)
Чемпионат Португалии (порт. Campeonato de Portugal) — португальская футбольная лига третьего уровня в сезонах 2013/14—2020/21 и четвёртого уровня с сезона 2021/22 в системе португальских лиг. Это профессиональная национальная лига, организованная Португальской футбольной федерацией (FPF).
Лига основана в 2013 году как Национальный чемпионат среди взрослых (Campeonato Nacional de Seniores), заменив собой Второй (Segunda Divisão)en и Третий дивизионы (Terceira Divisão)en — третий и четвёртый уровни системы футбольных лиг Португалии, соответственно. 22 октября 2015 года соревнование было переименовано в Чемпионат Португалии (Campeonato de Portugal).
FPF объявила о создании Третьей лиги (Terceira Liga) в качестве нового третьего уровня, которая стартует с сезона 2021/2022, переместив Чемпионат Португалии на один уровень ниже.

## Формат
В первом сезоне Чемпионата Португалии (2013/2014) в общей сложности приняли участие 80 клубов, в том числе 19 команд из Чемпионатов округов (Campeonatos distritais de futebol de Portugal), 39 из Второго дивизиона (Segunda Divisão), 19 из Третьего дивизиона (Terceira Divisão) и 3 команды, вылетевшие из Второй лиги (Segunda Liga) по итогам сезона 2012/2013.
В сезоне 2017/2018 формат чемпионата состоял из пяти Серий (A, B, C, D, E) по 18 команд, расположенных в соответствии с географическими критериями, за исключением команд с Мадейры (помещённых в первую серию) и с Азорских островов (помещённых в последние две серии). С сезона 2018/2019 чемпионат сократился до четырёх Серий (A, B, C, D) по 18 команд. С сезона 2020/21 количество Серий увеличилось до восьми (A, B, C, D, E, F, G, H) по 12 команд (всего 96). В сезоне 2021/22 (когда была создана Третья лига) в Чемпионате Португалии участвовала 61 команда (5 Серий по 10 команд и 1 из 11), в сезоне 2022/23 взяли старт 56 команд (4 Серии по 14 команд).

## Команды-участники
Ниже приведён список команд, принявших участие в сезоне 2020/2021 Чемпионата Португалии — последнем сезоне Чемпионата Португалии как третьего уровня системы лиг:

### Серия A
- Агия (Вимиозу)
- Брага B (Брага)
- Браганса (Браганса)
- Вианенсе (Виана-ду-Каштелу)
- Видагу (Видагу)[a]
- Вилаверденсе (Вила-Верди)[b]
- Мария-да-Фонти (Повуа-ди-Ланьозу)
- Мерелиненсе (Мерелин)
- Мирандела (Мирандела)
- Монталегри (Монталегри)
- Педраш Сальгадаш (Вила-Пока-ди-Агиар)
- Сервейра (Вила-Нова-ди-Сервейра)

### Серия B
- Авеш (Вила-даз-Авиш) — снялся[c][d]
- Берсу (Гимарайнш)
- Бриту (Бриту)[e]
- Витория (Гимарайнш)
- Камаша (Санта-Круш) — снялся[f]
- Мондиненсе (Мондин-ди-Башту)
- Певиден (Певиден)
- Риу Аве (Вила-ду-Конди)
- Сан-Мартинью Санту-Тирсу
- Тирсенсе (Санту-Тирсу)[g]
- Фафи (Фафи)
- Фелгейраш 1932 (Фелгейраш)

### Серия C
- Амаранти (Амаранти)
- Вила-Реал (Вила-Реал)
- Гондомар (Гондомар)
- Камара-ди-Лобуш (Камара-ди-Лобуш) — снялся[f]
- Коимбруш (Вила-Нова-ди-Гая)
- Леса (Леса-да-Палмейра)
- Маритиму B (Фуншал)
- Паредиш (Паредиш)
- Педраш Рубраш (Педраш Рубраш)
- Салгейруш (Параньюш)
- Трофенсе (Трофа)
- Униан Мадейра (Фуншал) — снялся[f]

### Серия D
- Агеда (Агеда)
- Анадия (Анадия)
- Бейра-Мар (Авейру)
- Валадареш (Валадареш)
- Вила-Кортеш (Вила-Кортеш-ду-Мондегу)[h]
- Канелаш 2010 (Канелаш)
- Каштру-Дайри (Каштру-Дайри)
- Лузитания (Лороза)
- Лузитану (Вильдемоиньюш)
- Сан-Жуан (Сан-Жуан-де-Вер)
- Санжуаненсе (Сан-Жуан-да-Мадейра)
- Эшпинью (Эшпинью)

### Серия E
- Алкайнш (Алкайнш)
- Бенфика (Каштелу-Бранку)
- Витория-ди-Сернаши (Сертан)
- ГРАП (Позуш)
- Карапиньейренсе (Монтемор-у-Велью)
- Кондейша (Кондейша-а-Нова)
- Мариньенсе (Маринья-Гранди)
- Мортагуа (Мортагуа)
- Оливейра-ду-Ошпитал (Оливейра-ду-Ошпитал)
- Олейруш (Олейруш)
- Сертаненсе (Сертан)
- Униан (Лейрия)

### Серия F
- 1 декабря (Синтра)
- Алверка (Алверка-ду-Рибатежу)
- Лориньяненсе (Лориньян)[i]
- Лориш (Лориш)
- Калдаш (Калдаш-да-Раинья)
- Перу-Пиньейру (Перу-Пиньейру)
- Сакавененсе (Сакавен)
- Синтренсе (Синтра)
- Торреенсе (Торриш-Ведраш)
- Униан (Алмейрин)
- Униан (Сантарен)
- Фатима (Фатима) — снялся[j]

### Серия G
- Белененсеш B (Лиссабон)
- Олимпику (Монтижу)
- Ориентал (Лиссабон)
- Ориентал Драгон (Алмада)
- Прайенсе (Прая-да-Витория)
- Рабу-ди-Пейши (Рабу-ди-Пейши)
- Реал (Келуш)
- Спортинг B (Лиссабон)
- Спортинг Идеал (Рибейра-Гранди)
- Фабрил (Баррейру)
- Фонтиньяш (Фонтиньяш)
- Эштрела (Амадора)[k]

### Серия H
- Алжуштреленсе (Алжуштрел)
- Амора (Амора)
- Армасененсеш (Армасан-ди-Пера) — снялся[l]
- Витория (Сетубал)[c]
- Лолетану (Лоле)
- Лузитану (Эвора)
- Монкарапашенсе (Монкарапашу)
- Мора (Мора)
- Ольяненсе (Ольян)
- Пиньялновенсе (Пиньял-Нову)
- Эсперанса (Лагуш)
- Жувентуди (Эвора)

Примечания:
1. ↑  «Шавеш» решил закрыть свою резервную команду, «Шавеш Сателити». Вместо неё был приглашён «Видагу», занявший 2-е место в лиге округа Вила-Реал[6][7].
2. ↑  «Оливейренсе» подал заявление о банкротстве, поэтому в лицензии на участие в чемпионате было отказано. Вместо него был приглашён «Вилаверденсе», занявший 3-е место в лиге округа Брага[8].
3. 1 2  «Витория» и «Авеш» (16-е и 18-е места в Примейра-лиге 2019/2020) были наказаны Португальской профессиональной футбольной лигой (LPFP) за неспособность предоставить действительную лицензионную документацию прямым переводом в Чемпионат Португалии 2020/2021 и из-за этого, «Кова-да-Пиедади» и «Каса-Пиа» (команды, занявшие 17-е и 18-е места в Лиге Про 2019/2020) не вылетели в Чемпионат Португалии[9][10].
4. ↑  «Авеш» снялся с чемпионата после жеребьёвки первого этапа. По этой причине команда не была заменена, и на первом этапе Серии B играли 11 команд[11].
5. ↑  «Жиназиу Фигейренсе» снялся с чемпионата. Вместо него был приглашён «Бриту», занявший 2-е место в лиге округа Брага.
6. 1 2 3  «Камаша», «Камара-ди-Лобуш» и «Униан Мадейра» отказались от участия в соревнованиях 7 декабря 2021 года из-за ограничений на COVID-19, наложенных правительством Мадейры, которые не позволяли любительским клубам проводить матчи с октября. По этой причине им было гарантировано место в следующем сезоне, и все их сыгранные матчи объявлены недействительными. Первый этап Серий B и C завершился с участием 10 команд соответственно[12].
7. ↑  «Крату», чемпион лиги округа Порталегри, а также команды округа Порталегри, занявшие со 2-го по 5-е места в лиге, отказались от повышения. На это место был приглашён «Тирсенсе», занявший 2-е место лиге округа Порту (футбольная ассоциация с наибольшим количеством команд в национальных лигах).
8. ↑  «Спортинг» (Меда) снялся с чемпионата. Вместо него был приглашен «Мантейгаш», занявший 2-е место в лиге округа Гуарда, но отклонил приглашение. Следующей была приглашена «Вила-Кортеш», занявшая 3-е место, и принявшее приглашение.
9. ↑  «Лориньяненсе», занявший 2-е место в лиге округа Лиссабон, получил место в чемпионате, так как только три из четырёх резервных командных мест были заняты[13].
10. ↑  «Фатима» отказалась от участия в чемпионате после объявления о банкротстве 1 декабря 2020 года. По этой причине все матчи, в которых они играли, объявлены недействительными, и первый этап Серии F будет завершён с участием 11 команд.[14].
11. ↑  «Эштрела» заняла место «Синтра Футбол» в турнире благодаря слиянию двух клубов[15]
12. ↑  «Армасененсеш» снялся с чемпионата после жеребьёвки первого этапа. По этой причине замена команды не состоялась, и в первом этапе Серии H сыграли 11 команд[16][17].

## Список чемпионов
| Сезон   | Финал чемпионата                      | Финал чемпионата                      | Финал чемпионата                      | Финал чемпионата                      |  | Плей-офф за повышение     | Плей-офф за повышение     | Плей-офф за повышение     | Плей-офф за повышение |
| Сезон   | Чемпион                               | Счёт                                  | Финалист                              | Стадион                               |  | 3-е место                 | Счёт                      | 4-е место                 |                       |
| ------- | ------------------------------------- | ------------------------------------- | ------------------------------------- | ------------------------------------- |  | ------------------------- | ------------------------- | ------------------------- | --------------------- |
| 2013/14 | Фреамунде                             | 3:2                                   | Ориентал                              | Фонтелу (Визеу)                       |  | Витория B (Гимарайнш)     | 0:0, 2:0                  | Бенфика (Каштелу-Бранку)  |                       |
| 2014/15 | Мафра                                 | 1:1 (доп. вр.), (4:3 пен.)            | Фамаликан                             | Муниципальный (Маринья-Гранди)        |  | Варзин                    | 2:0, 1:1                  | Каса-Пиа                  |                       |
| 2015/16 | Кова-да-Пиедади                       | 0:0 (доп. вр.), (2:0 пен.)            | Визела                                | Муниципальный (Абрантиш)              |  | Фафи                      | 1:0, 0:0                  | Каса-Пиа                  |                       |
| 2016/17 | Реал (Келуш)                          | 2:0                                   | Оливейренсе                           | Фонтелу (Визеу)                       |  | Мерелиненсе и Праенсе [A] | Мерелиненсе и Праенсе [A] | Мерелиненсе и Праенсе [A] |                       |
| 2017/18 | Мафра                                 | 2:1                                   | Фаренсе                               | Национальный (Оэйраш)                 |  | Не проводилось            | Не проводилось            | Не проводилось            |                       |
| 2018/19 | Каса-Пиа                              | 2:2 (доп. вр.), (4:2 пен.)            | Вилафранкенсе                         | Национальный (Оэйраш)                 |  | Не проводилось            | Не проводилось            | Не проводилось            |                       |
| 2019/20 | Недоигран из-за пандемии COVID-19.[B] | Недоигран из-за пандемии COVID-19.[B] | Недоигран из-за пандемии COVID-19.[B] | Недоигран из-за пандемии COVID-19.[B] |  | Не проводилось            | Не проводилось            | Не проводилось            |                       |

A. ↑  «Мерелиненсе» и «Праенсе» играли в плей-офф за повышение в Лигу Про, но не добились повышения.
B. ↑  «Визела» и «Арока» должны были быть повышены как две команды, набравшие наибольшее количество очков на момент остановки чемпионата, но это было отменено Спортивным арбитражным судом по жалобе «Ольяненсе».